# Taloga, Oklahoma
Taloga, Oklahoma (енгл. Taloga) град је у америчкој савезној држави Оклахома.

## Демографија
По попису из 2010. године број становника је 299, што је 73 (-19,6%) становника мање него 2000. године.
| Група             | 2000.       | 2010.       |
| Белци             | 335 (90,1%) | 253 (84,6%) |
| Афроамериканци    | 3 (0,8%)    | 8 (2,7%)    |
| Азијати           | 0 (0,0%)    | 4 (1,3%)    |
| Хиспаноамериканци | 23 (6,2%)   | 12 (4,0%)   |
| Укупно            | 372         | 299         |